# South Atlantic League
La South Atlantic League è una lega minore del baseball americano (livello: A), che opera negli USA sudorientali, in New Jersey e in Ohio. 
Nella storia sono esistite diverse South Atlantic League, dal 1904 ad oggi, quasi ininterrottamente. La Sally iniziò nel 1904-1917 come una lega classe C, quindi ricominciò ancora come classe C nel 1919.  Questa volta nel periodo 1919-1930 crebbe a classe B nel 1921.  William Bramham divenne presidente della lega a metà del 1924 e vi rimase fino al 1930.  La Sally league ricominciò nuovamente come classe B nel periodo 1936-1942, chiuse per la guerra e ritornò nel 1946 come singolo A. La doppia A Southern Association venne chiusa dopo la stagione 1961 così la SAL fu promossa a livello doppio A nel 1963 prendendo il suo posto; un anno dopo cambiò nome in Southern League.
Il nome South Atlantic League fu inutilizzato per 16 anni, ma nel 1980 la Western Carolinas League lo assunse cambiando la propria denominazione.  Oggi la lega ha 14 squadre, in due division da sette ciascuna. La stagione regolare è divisa in due parti. Le vincenti delle division delle due parti fanno i playoff.
La squadra detentrice a fine stagione 2019 è i Lexington Legends affiliata agli Kansas City Royals.

## Giocatori famosi
- Hank Aaron
- Walter Alston
- Sparky Anderson
- Steve Carlton
- Roger Clemens
- Ty Cobb
- Dave Parker
- Carlos Delgado
- Bob Gibson
- Vladimir Guerrero
- Ryan Howard
- Tommy Lasorda
- Eddie Murray
- Phil Niekro
- Mariano Rivera
- Frank Robinson
- Nolan Ryan
- CC Sabathia
- Enos Slaughter
- Willie Stargell
- Hanley Ramírez
- Ryan Braun